# Langues Halmahera du Sud
Les langues Halmahera du Sud sont un sous-groupe des langues halmahera du sud-nouvelle guinée occidentale parlées en Indonésie, dans le sud de l'île de Halmahera et à l'Est.

Carte de l'Asie du Sud-Est. Les langues Halmahera du Sud-Nouvelle Guinée occidentale sont entourées en mauve.

Au nombre de 7, elles se répartissent ainsi :
- Groupe East Makian-gane (2 langues);
- Groupe Sud-est (4 langues);
- L'irarutu.

## Classification
L'existence des langues Halmahera du Sud-Nouvelle Guinée occidentale à l'intérieur du malayo-polynésien est assez clairement établi. Blust rassemble l'halmahera du sud-nouvelle guinée occidentale et l'océanien dans un groupe malayo-polynésien oriental. Cette hypothèse n'est pas validée par Ross.

## Sources
- (en) Adelaar, Alexander, The Austronesian Languages of Asia and Madagascar: A Historical Perspective, The Austronesian Languages of Asia and Madagascar, pp. 1-42, Routledge Language Family Series, Londres, Routledge, 2005,  (ISBN 0-7007-1286-0)